# Lesznai Anna

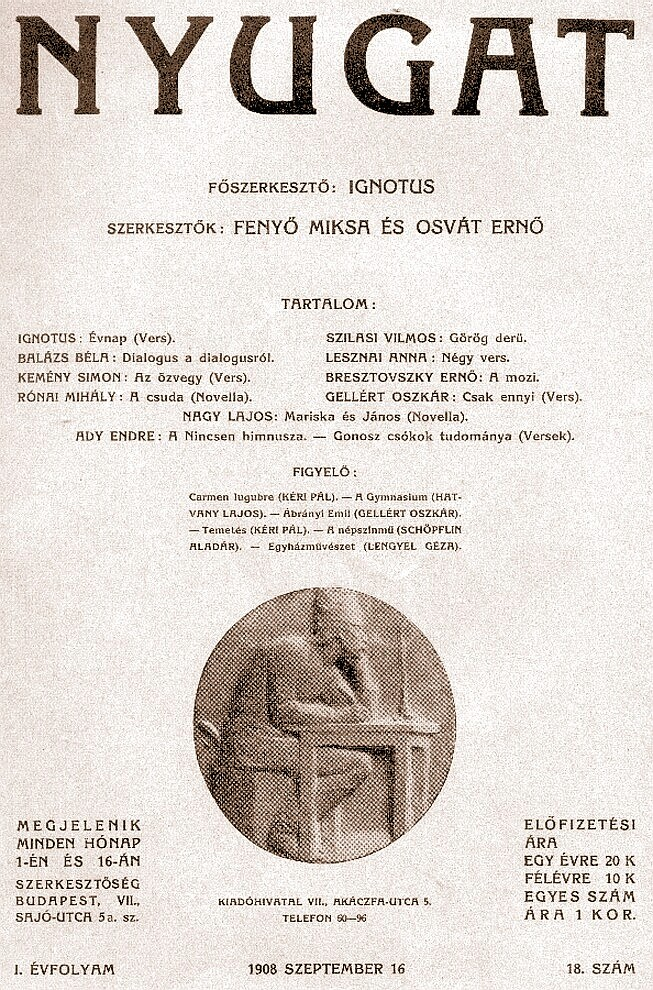
A Nyugat címlapja, Lesznai Anna verseivel

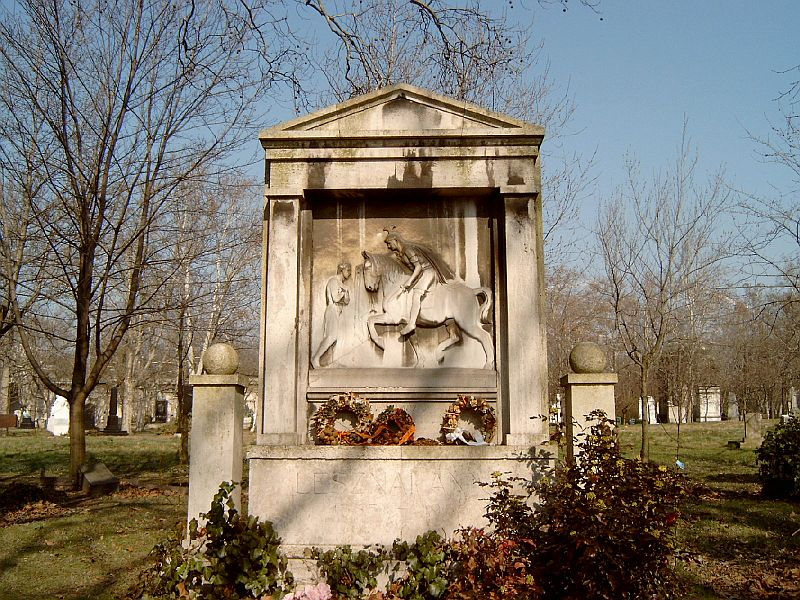
Lesznai Anna sírja Budapesten. Kerepesi temető: 20/1-1-78.

Zempléni Lesznai Anna, születési nevén Moscovitz Amália, innen a barátai által használt Máli beceneve (Alsókörtvélyes, 1885. január 3. – New York, 1966. október 2.) magyar költő, író, grafikus, iparművész, a Nyolcak vendégtagja.

## Életpályája
Édesapja Moscovitz Geyza zsidó földbirtokos, édesanyja Deutsch Hermina volt. Gyermekkora élményvilága egész életében elkísérte, apja birtokán a parasztasszonyoktól tanulta meg a népi hímzést, majd iparművészeti tanulmányokat folytatott Budapesten Bihari Sándor, Párizsban Lucien Simon tanítványaként. Unokatestvére, Hatvany Lajos helyezte el első verseit a Nyugatnál. Első kötetére (Hazajáró versek) felfigyelt, és kritikájában méltatta Ady Endre is.
1913 és 1918 között Jászi Oszkár felesége volt.
Közel állt a Nyolcak művészeti csoporthoz, tulajdonképpen „kültag” volt. 1911-ben a csoport tárlatán folklorisztikus ornamentikájú textíliákkal szerepelt. Néhány első kiadású Ady-kötet címlapját is ő tervezte. Barátai közé tartozott Ady mellett Kaffka Margit, Balázs Béla és Lukács György. Baráti szálak fűzték a Nyugat, a Huszadik Század és a Vasárnapi Kör legjobbjaihoz.
1919-től bécsi emigrációban élt; Gergely Tibor festőművész felesége lett. 1930-ban hazatértek Budapestre. 1932-ben önálló kiállítása volt az Ernst Múzeumban.
Az 1930-as évek végén megint emigrációba kényszerült, 1939-től az Amerikai Egyesült Államokban élt. New Yorkban művészetet oktatott. Utolsó éveiben gyakran hazalátogatott.
Végakaratát teljesítve hamvait hazahozták.

## Munkássága
A legjobb magyar költőnők között tartják számon. Lírai verseinek fő motívumai a kert, a föld, a fa, a virág, a „százkeblű lét” ősi egységét idézi. Meséskönyveit maga illusztrálta, erős hangsúlyt kap a szöveggel együtt a kép is. Önéletrajzi regénye, a Kezdetben volt a kert emlékezés és korkép egyben.
Meséinek képei, könyvborítói, illusztrációi, textíliái, amelyekben a magyar népművészet dekoratív elemeit, gazdag színvilágát, derűs koloritját is alkalmazta, a magyaros szecesszió jeles képviselőjévé avatták. Szecessziós stílusú textíliáit a korabeli művészeti folyóiratokban gyakran publikálták. Képzőművészeti alkotásaiból őriz műveket a Magyar Nemzeti Galéria, a pécsi Janus Pannonius Múzeum és a Hatvany Lajos Múzeum Hatvanban.

## Irodalmi művei
- Hazajáró versek. Költemények; Nyugat, Budapest, 1909
- A kis kék pillangó utazása (Bécs, 1913)
- Mese a bútorokról és a kis fiúról; ill. szerző; Kner Ny., Gyoma, 1918
- Édenkert. Versek; Kner, Gyoma, 1918
- Eltévedt litániák; Libelli, Bécs, 1922
- Virágos szerelem. Magyar szerelmes versek gyűjteménye; összeáll., ill. Lesznai Anna; Pantheon, Budapest, 1932
- Spätherbst in Eden. Roman (Kezdetben volt a kert); németből ford. Ernst Lorsy; Stahlberg, Karlsruhe, 1965
- Kezdetben volt a kert. Regény; Szépirodalmi, Budapest, 1966
- Köd előttem, köd utánam. Válogatott versek; utószó Hajnal Anna; Szépirodalmi, Budapest, 1967
- A tervezés művészete. Előadások; ford. Néray Katalin;  Népművelési Intézet–Városi Tanács V. B., Budapest–Hatvan, 1976 (Hatvany Lajos Múzeum füzetei)
- A kis pillangó utazása Lesznán és a szomszédos Tündérországban; ill. szerző; Móra, Budapest, 1978 (angolul és németül is)
- Lesznai képeskönyv. Lesznai Anna írásai, képei és hímzései; összeáll. Gergely Tibor, utószó Szabadi Judit, Vezér Erzsébet; Corvina, Budapest, 1978
- Dolgok öröme; vál., szöveggond., utószó Vezér Erzsébet; Szépirodalmi, Budapest, 1985
- Idődíszítés. Mesék és rajzok; szerk., szöveggond., tan. Szilágyi Judit, utószó Boldizsár Ildikó; Petőfi Irodalmi Múzeum–Hatvany Lajos Múzeum–Nemzeti Tankönyvkiadó, Budapest–Hatvan, 2007
- Wahre Märchen aus dem Garten Eden; németre ford. Hecker András, Russy Ilka, szerk., előszó Fehéri György; Das Arsenal, Berlin, 2008
- Sorsával tetováltan önmaga. Válogatás Lesznai Anna naplójegyzeteiből; vál., jegyz., mellékletek Török Petra; Petőfi Irodalmi Múzeum–Hatvany Lajos Múzeum, Budapest–Hatvan, 2010
- Kezdetben volt a kert, 1-2.; utószó Kőbányai János; Múlt és Jövő, Budapest, 2015 (Hágár)

## Társasági tagság
- Nyolcak
- Vasárnapi Társaság

## Emlékezete
- 1996-ban Hatvan egyik iskolája felvette Lesznai Anna nevét.[4]
- 2016-ban szobrot állítottak az emlékére Hatvanban, születésének 130. évfordulójához kapcsolódóan (a konkrét évfordulós dátumhoz képest némileg megkésve). A Grassalkovich Művelődési Ház parkjában, október 27-én leleplezett, életnagyságú, patinázott bronzszobor Laczik Csaba szobrászművész alkotása.[5]